# Lilli Cerasoli
Lilli Cerasoli (manchmal auch Lili Cerasoli, eigentlich Luisa Cerasoli; * 30. Januar 1932 in Rom ) ist eine ehemalige italienische Schauspielerin.

## Leben
Die hochgewachsene, schlanke, hübsche Cerasoli begann ihre Karriere als Mannequin und als Darstellerin für Fotoromane der Zeitschrift „Sogno“. Als Schwester des Helden „Nazario Sauro“ in Fratelli d'Italia debütierte sie im Kino. Bis 1960 spielte sie in rund 10 Filmen mittelgroße Rollen, darunter bei Regisseuren wie Luigi Zampa und Sergio Corbucci; während dieser Zeit gab sie ihre Mannequin-Karriere nie auf, die sie auch in etlichen Werbekampagnen und bei Carosello erscheinen ließ. Enttäuscht von den immer ähnlichen Filmangeboten, die ihr angetragen wurden, zog sie sich darauf ins Privatleben zurück.

## Filmografie (Auswahl)
- 1952: Fratelli d'Italia
- 1952: Die drei Korsaren (I tre corsari)
- 1952: Warum hast du mich betrogen? (Inganno)
- 1955: Vater, wir wollen heiraten (Ragazze d'oggi)
- 1957: Gwendalina (Guendalina)
- 1960: Der Schutzmann (Il vigile)